# Mico chrysoleuca
El tití dorado y blanco (Mico chrysoleucus) es una especie de primate platirrino de la familia Callitrichidae endémico de Brasil.